# Andrea Colombo
Andrea Airaghi Colombo (Como, 5 oktober 1990) is een Italiaans voetbalscheidsrechter. Hij is in dienst van FIFA en UEFA sinds 2024. Ook leidt hij sinds 2021 wedstrijden in de Serie A.
Op 2 december 2021 leidde Colombo zijn eerste wedstrijd in de Italiaanse nationale competitie. Tijdens het duel tussen Torino en Empoli (2–2) trok de leidsman viermaal de gele en eenmaal de rode kaart. Zijn eerste interland floot hij op 10 oktober 2024, toen Engeland met 1–2 verloor van Griekenland door een treffer van Jude Bellingham en twee tegendoelpunten van Vangelis Pavlidis. Tijdens deze wedstrijd deelde Colombo aan vijf spelers een gele kaart uit.

## Interlands
| Datum           | Plaats           | Wedstrijd              | Uitslag | Competitie             | Kreeg geel | Kreeg voor de tweede keer geel en dus rood | Weggestuurd |
| --------------- | ---------------- | ---------------------- | ------- | ---------------------- | ---------- | ------------------------------------------ | ----------- |
| 10 oktober 2024 | Londen, Engeland | Engeland – Griekenland | 1 – 2   | Nations League 2024/25 | 5          | 0                                          | 0           |

Laatst bijgewerkt op 18 oktober 2024.